# Marinko Galič
Marinko Galič (Koper, 22 de Abril de 1970) é um ex-futebolista esloveno, que atuava como defensor

## Carreira
Marinko Galič se profissionalizou no Koper.

## Seleção
Marinko Galič representou a Seleção Eslovena de Futebol na Copa do Mundo de 2002, na Coreia do Sul e Japão.

## Títulos

### Maribor
- Slovenian Championship: 1998–99, 1999–2000, 2000–01.
- Slovenian Cup: 1993–94, 1998-99.